# Ferrovia Addis Abeba-Gibuti (scartamento ridotto)
La ferrovia Addis Abeba-Gibuti è una linea ferroviaria in disuso che attraversa i territori di Etiopia e Gibuti, collegando le capitali dei due Stati.

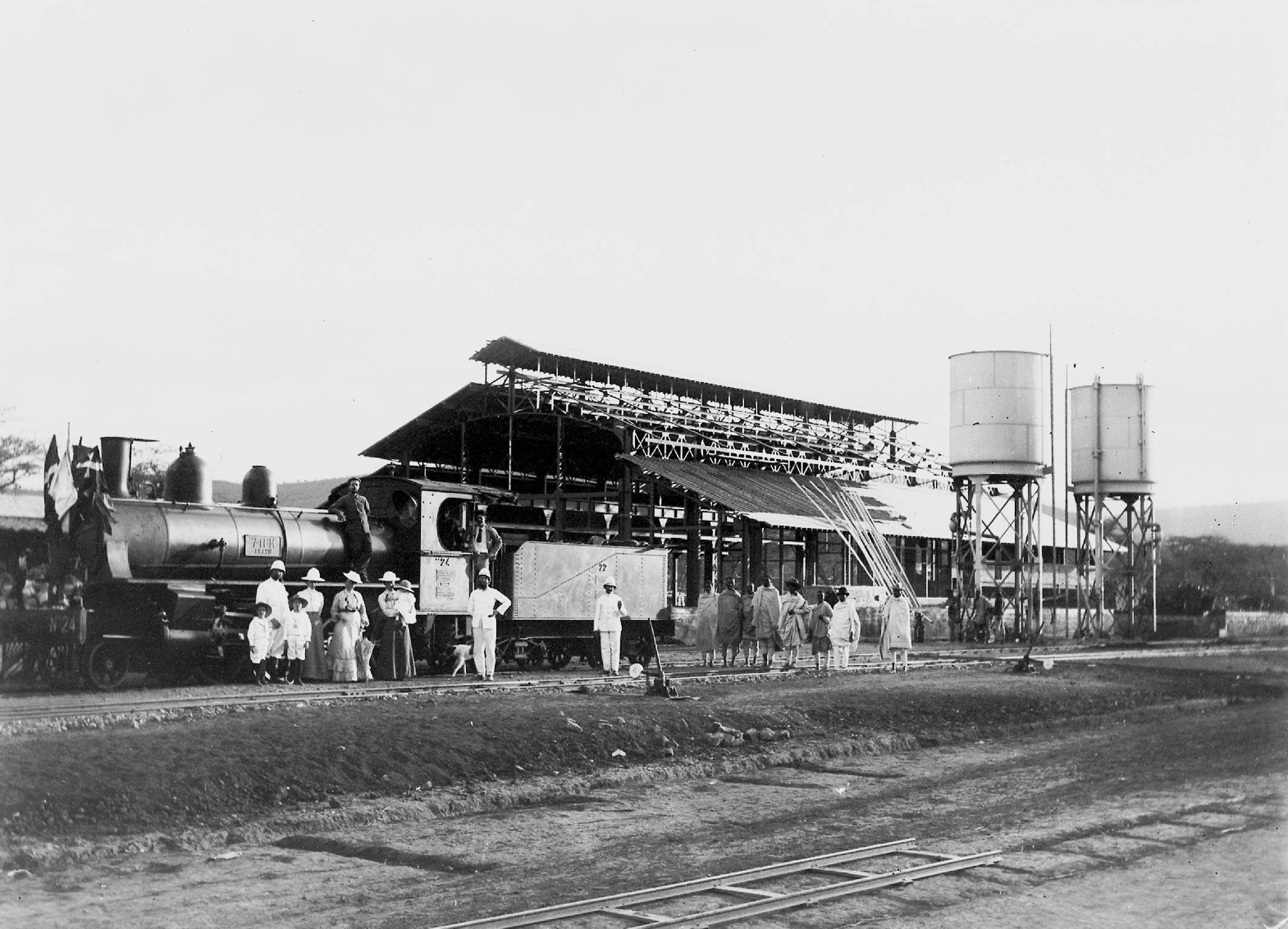
Alfred Ilg e la sua famiglia nella stazione di Dire Daua (circa 1906)

## Storia

### Prodromi
Alla fine del XIX secolo, l'imperatore etiope Menelik II aveva espresso la volontà di collegare la nuova capitale del regno, Addis Abeba, al Mar Rosso con una strada ferrata. Fra i diversi progetti proposti, prevalse l'opzione del collegamento con Gibuti, allora capoluogo della Somalia francese e oggi capitale dello Stato omonimo.
Un primo progetto fu presentato dall'ingegnere svizzero Alfredo Ilg a Menelik ancora prima che questi fosse incoronato imperatore. Fu nel febbraio del 1893 che Ilg ricevette l'autorizzazione allo studio della ferrovia e alla costituzione di una società con tale scopo. Il 9 marzo 1894 fu costituita una società col nome di "Compagnie Impériale des Chemins de Fer Éthiopiens" (Società imperiale delle ferrovie etiopiche) con il compito di costruire la ferrovia da Gibuti ad Harrar, da Harrar a Entotto e da Entotto alla regione del Caffa e quindi al Nilo Bianco. La concessione, con una durata di 99 anni, contemplava anche il trasporto gratuito delle truppe e del materiale bellico in caso di guerra. Il Ministero delle Colonie francese autorizzò la "Compagnie Impériale des Chemins de Fer Ethiopiens" a costruire la ferrovia sul territorio francese della colonia di Gibuti. In coincidenza con l'inizio dei lavori sorse la città di Gibuti.

### Costruzione

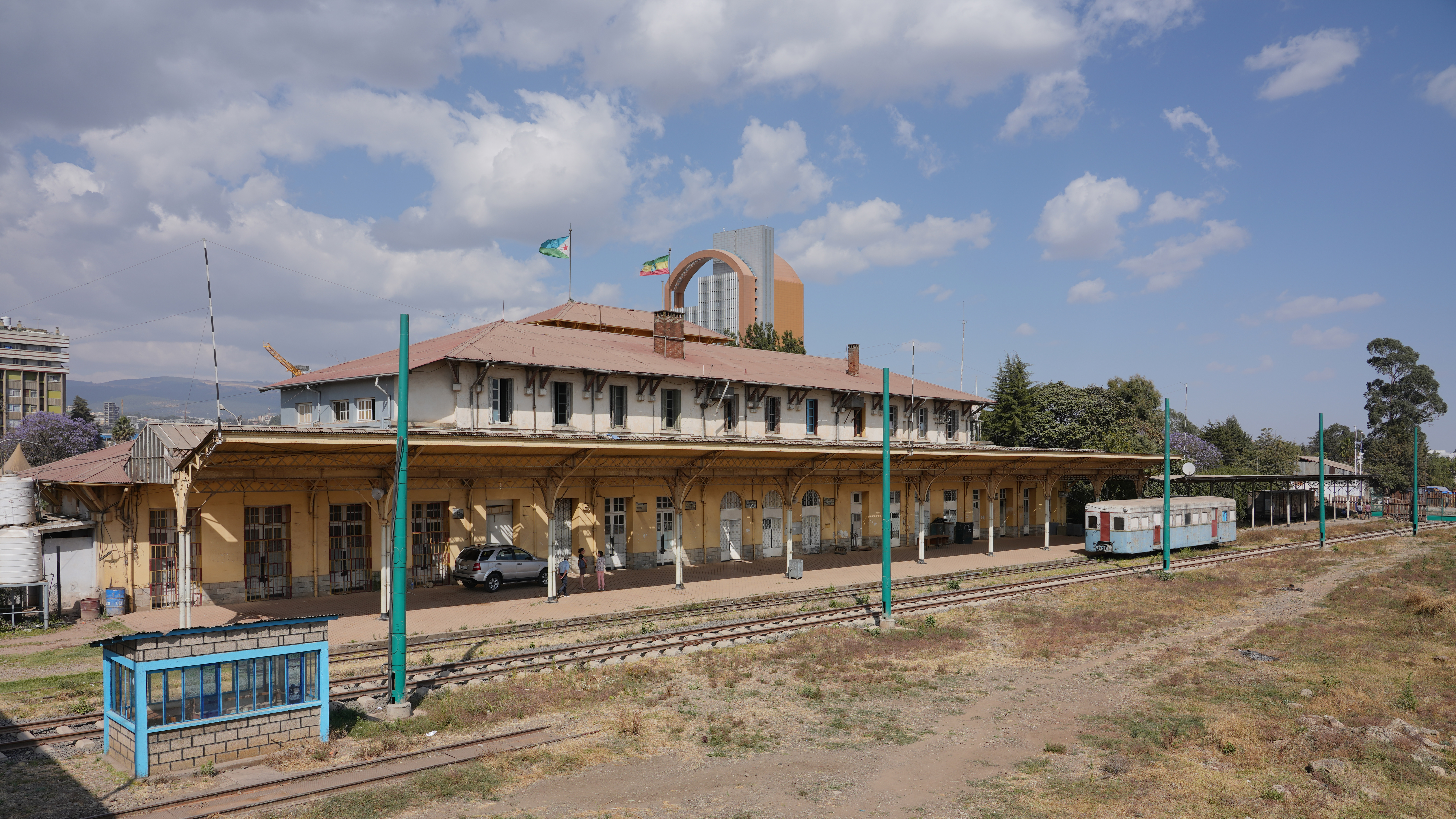
Stazione di Addis Abeba, La Gare

La costruzione del tratto da Gibuti ad Harrar incontrò molte difficoltà, sia per il clima soffocante, sia per l'ostilità delle tribù somale e afar. Si decise di fermare il primo tratto a Dire Daua, poiché non si poteva raggiungere Harrar facilmente a causa del notevole dislivello. Il primo tratto fu aperto alla fine del 1902.
La ferrovia era al centro delle controversie delle nazioni europee, dato che era vista come un tentativo di penetrazione politica in Etiopia. La controversia fu risolta con un accordo tripartito che accordava alla Francia il diritto di proseguire fino ad Addis Abeba, alla Gran Bretagna di costruire il tratto da Addis Abeba al Nilo Bianco, ed all'Italia di costruire una ferrovia che collegasse l'Eritrea alla Somalia attraversando il territorio etiopico. Nel gennaio 1908 le due compagnie si fusero nella "Compagnie du Chemin de Fer Franco-Ethiopien", che proseguì la linea fino ad Addis Abeba.
La ferrovia fu inaugurata il 17 giugno 1917 dall'imperatrice d'Etiopia Zauditù, che compì il viaggio per la prima volta da Addis Abeba, capitale dell'Etiopia (stazione Lagaar) fino a Gibuti.
La costruzione fu finanziata dalla Germania e dalla Francia.

### Periodo coloniale italiano (1936-1941)

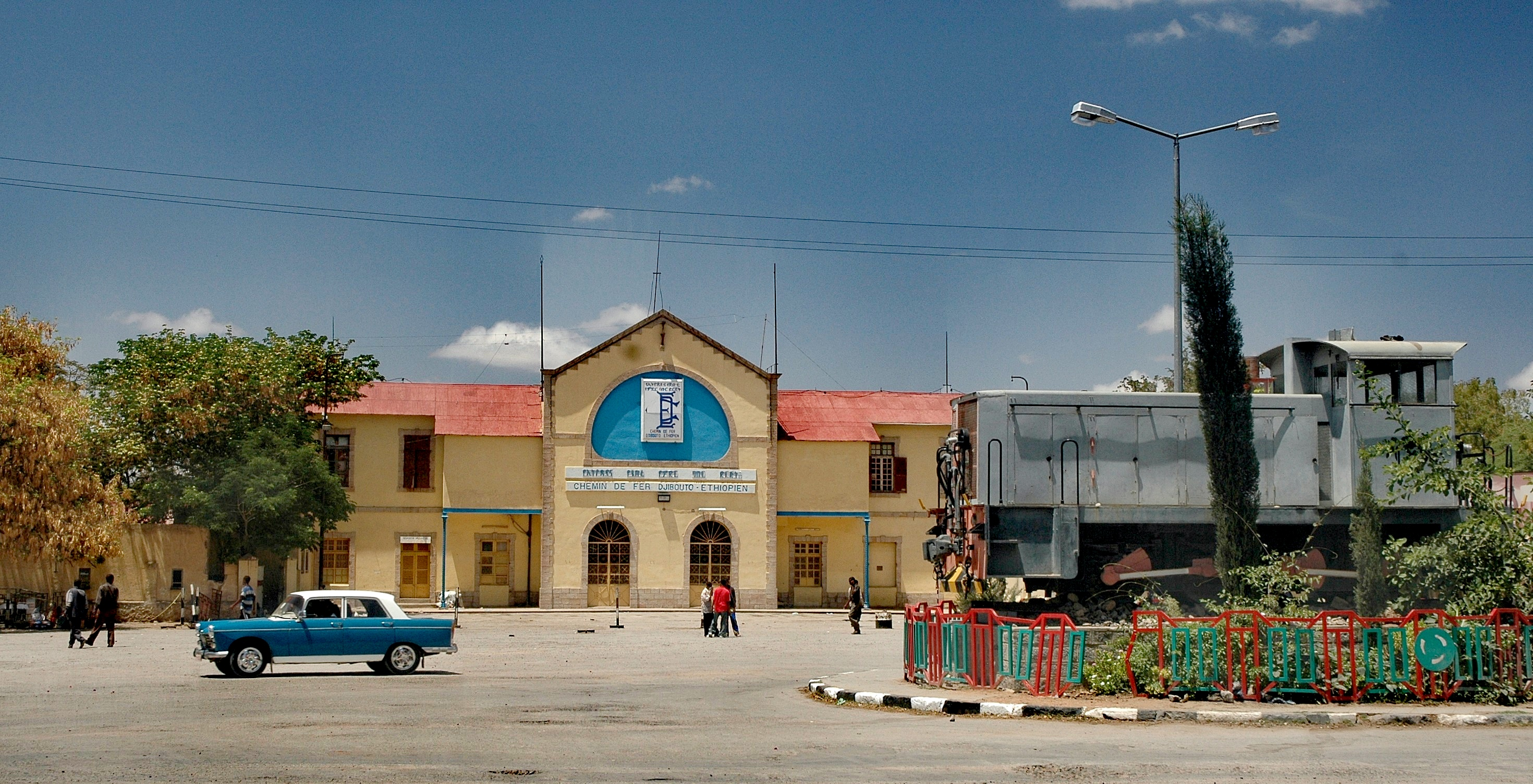
Stazione di Dire Daua

Durante il periodo in cui l'Etiopia fu colonia italiana, la proprietà restò comunque alla società anglo-francese, che utilizzava treni a vapore di tipo Krupp che impiegavano circa 36 ore complessive. In seguito alla conquista italiana venne tentata la velocizzazione dei treni con l'introduzione dal 1938 di materiale rotabile di costruzione Ansaldo e Breda, ovvero quattro automotrici a grande capienza tipo 038 derivate dal modello Fiat ALn 56.
Il piano regolatore di Addis Abeba del 1938 previde l'ampliamento della ferrovia con la creazione di tre stazioni ferroviarie nella città di Addis Abeba che sostituissero la vecchia stazione (Lagaar), destinata ad essere abbattuta. Di ciò non si fece più nulla, così come furono abbandonati i progetti di collegamento con la rete eritrea, a causa dello scoppio della Seconda guerra mondiale. A seguito dell'occupazione britannica dell'Etiopia nella primavera del 1941, la linea ferroviaria fu temporaneamente chiusa dal 1941 al 1944.
Nel 1941, in seguito alla resa di Gondar e all'abbandono della colonia da parte italiana, la linea passò in gestione al Genio Militare inglese e poi, al rientro del Negus, di nuovo alla CFE.

### Dal secondo dopoguerra
Riaperta nel 1944, la parte etiopica passò sotto la gestione dell'Imperial Railway Company of Ethiopia (Ferrovie Imperiali Etiopiche).
Con la caduta di Haile Selassie nel 1974 e l'indipendenza del territorio di Gibuti nel 1977, si decise di far passare la gestione alla Ethio-Djibouti Railways. La sede di questa società era ad Addis Abeba, il presidente era il ministro dei trasporti di Gibuti, mentre il vicepresidente era il ministro dei trasporti etiope.
Nel 1978 subì danni in seguito alla guerra dell'Ogaden.
Il 13 gennaio 1985 si verificò un gravissimo incidente ferroviario nei pressi di Auasc, quando un treno espresso deragliò a causa della velocità eccessiva, facendo precipitare nel burrone quattro dei suoi cinque vagoni. Si stima che l'incidente abbia provocato 428 morti e 500 feriti dei circa 1.000 passeggeri a bordo: per tale motivo è considerato il peggior incidente nella storia delle ferrovie africane.

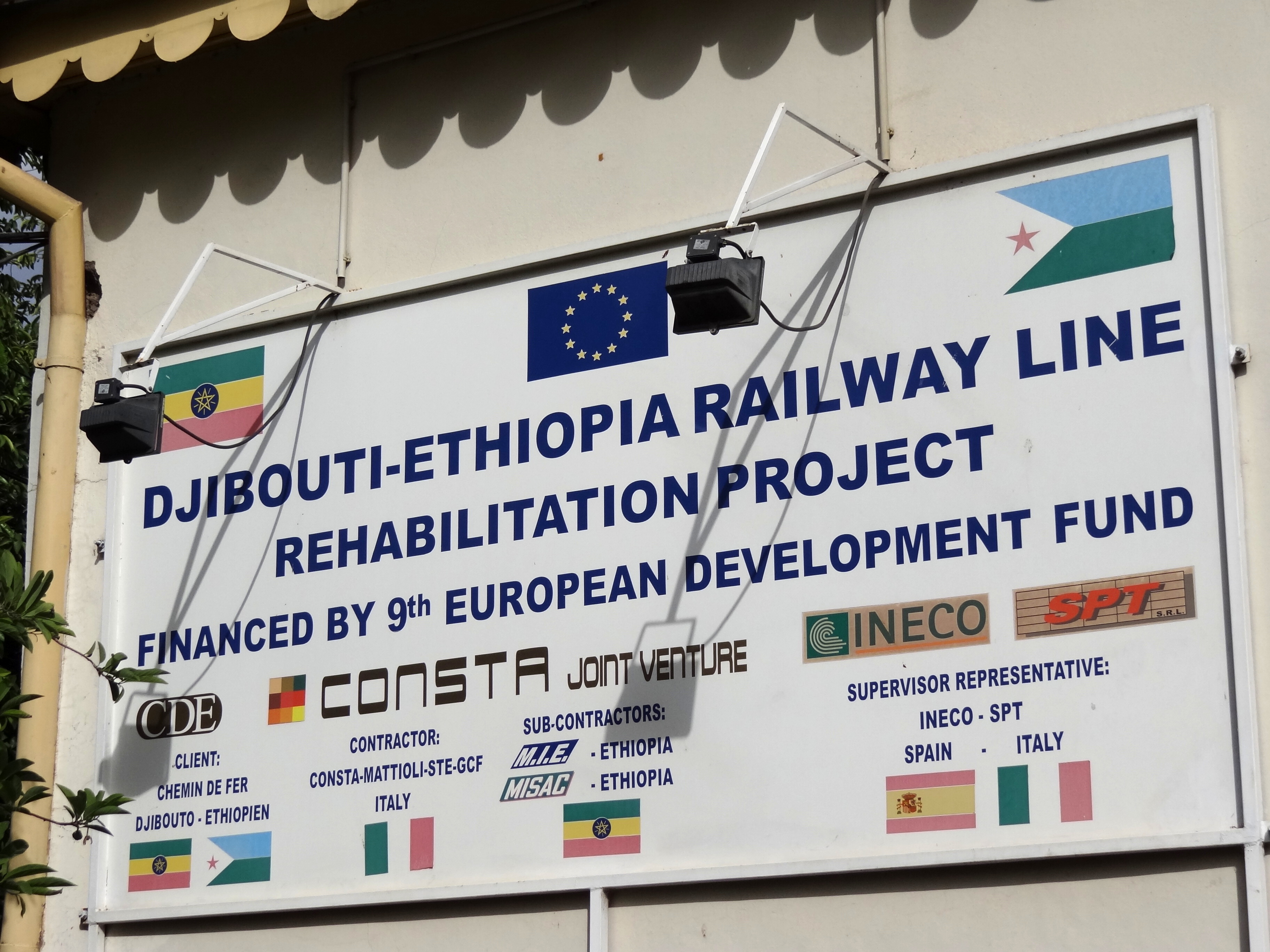
Cartello del progetto finanziato dall'Unione europea (Stazione ferroviaria di Dire Daua)

Negli anni duemila vennero studiati alcuni progetti di riarmo e ammodernamento della linea finanziati da FSE, Fondi per lo Sviluppo Economico europeo, con 40 milioni di euro nel 2003 e 50 milioni nel 2006 erogati all'Etiopia. Per ricostruire la ferrovia i lavori vennero affidati al consorzio italiano Consta. Nel 2009 i lavori risultavano ancora in essere; tuttavia la ferrovia non venne di fatto riattivata nemmeno nel tratto da Dire Daua a Gibuti e il progetto si arenò, lasciando la linea in disuso.
L'attuale stazione di Addis Abeba è ancora quella costruita dai francesi nel 1917.
Nell'ottobre 2016 è stata aperta la nuova linea ferroviaria a scartamento standard tra il porto di Doraleh, situato a 5 km da Gibuti e Sebeta, città situata a 20 km a est di Addis Abeba. Realizzata con cinque anni di lavori e costruita interamente con capitali cinesi e materiale rotabile cinese, la nuova linea è entrata definitivamente in funzione a gennaio 2017, portando quindi alla dismissione definitiva della vecchia linea ad un secolo dalla sua inaugurazione. La nuova linea è gestita da Ethiopian Railways Corporation nel tratto etiopico e dalla Société djiboutienne de chemin de fer nel tratto gibutiano.

## Caratteristiche
| Head station |

| Station on track |

| Station on track |

| Station on track |

| Station on track |

| Station on track |

| Restricted border on track |

| Station on track |

| Station on track |

| Station on track |

| Station on track |

| Station on track |

| Station on track |

| Station on track |

| Station on track |

| Station on track |

| Station on track |

| Station on track |

| Station on track |

| Station on track |

| Station on track |

| Station on track |

| Station on track |

| Station on track |

| Station on track |

| Station on track |

| Station on track |

| Station on track |

| Station on track |

| Station on track |

| Station on track |

| Station on track |

| Station on track |

| Station on track |

| Station on track |

| Station on track |

| Station on track |

| Station on track |

| End station |

La ferrovia venne costruita a scartamento metrico (1000 mm).

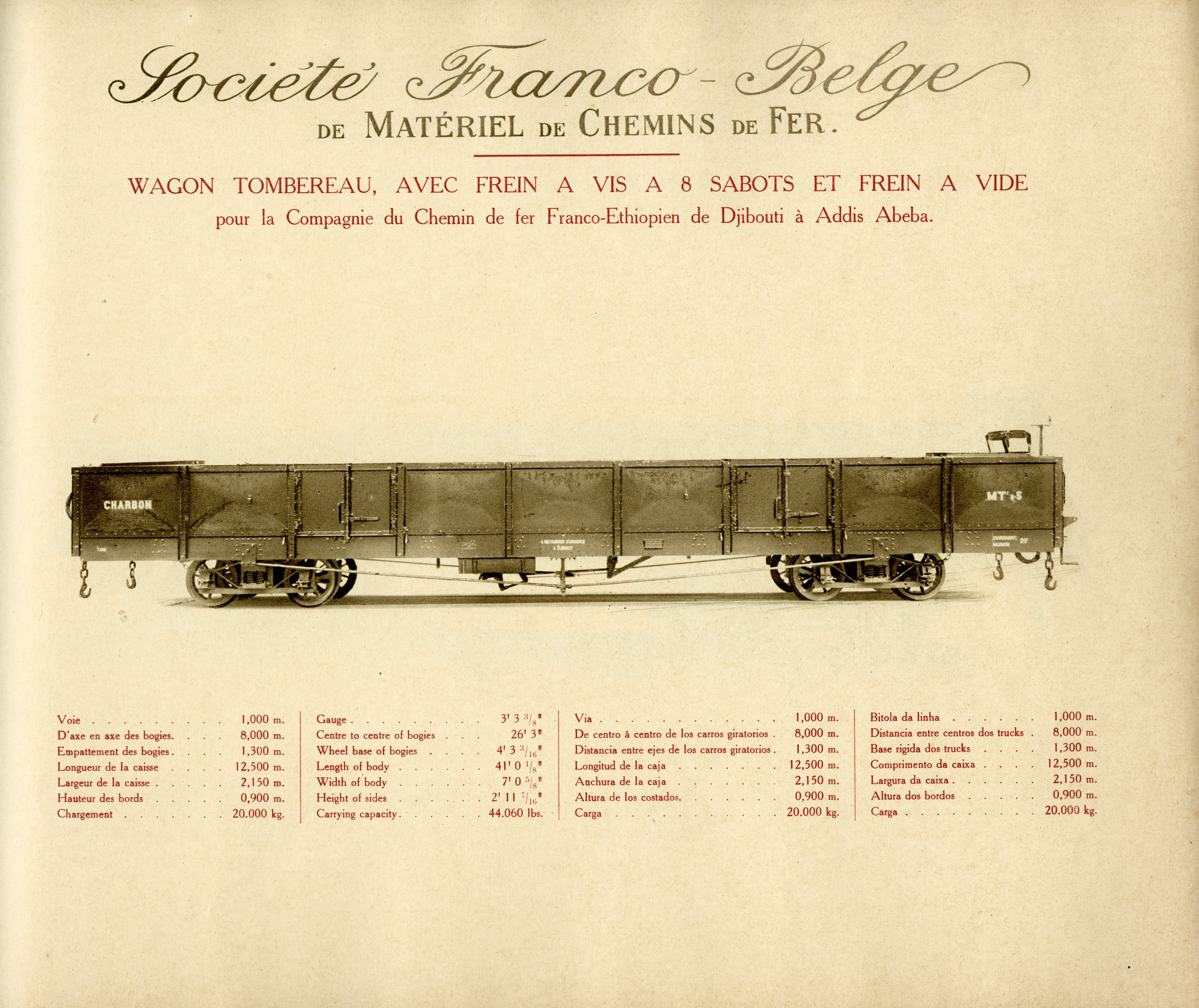
Carro aperto della CFE, costruito da Società Franco-Belga

## Materiale rotabile
Nel 1936 la società possedeva 60 locomotive a vapore, 45 carrozze e 353 carri.

### Fonti
- Enrico Benedetti, La ferrovia Gibuti-Addis Abeba, Roma, 1939,  p. 118.
- Marco Bruzzo, Treni italiani in Etiopia, in Tutto treno & storia, n. 25, 2011,  pp. 60-69.
- Mario Pigli, La ferrovia Gibuti-Addis Abeba, in Rivista delle colonie, aprile 1935,  pp. 377-387.
- Gian Guido Turchi, Garratt Ansaldo per l'Etiopia, in I treni oggi, vol. 3, n. 17, 1982,  pp. 14-18.

### Testi di approfondimento
- Ferrovia franco-etiopica da Gibuti ad Addis Abeba, in Rivista tecnica delle ferrovie italiane, marzo 1918.